# 271 a.C.

## Eventos
- Cesão (ou Caio) Quíncio Claudo e Lúcio Genúcio Clepsina, cônsules romanos.
- Régio se rende a Roma.